# Oscar Clark
Oscar Clark (* 20. Februar 1989 in Atlanta) ist ein ehemaliger US-amerikanischer Straßenradrennfahrer.

## Sportliche Laufbahn
Oscar Clark gewann 2009 eine Etappe bei der Tour of Ohio. Daraufhin fuhr er 2010 für das US-amerikanische Continental Team Mountain Khakis-Jittery Joe’s. 2011 wechselte er zum RealCyclist.com Cycling Team und 2012 zum Team United Healthcare Georgia/The 706 Project. Seit August 2012 fährt Clark für das BMC-Hincapie Sportswear Development Team. Kurz darauf konnte er bei der Tour of China II die letzte Etappe für sich entscheiden. In der Gesamtwertung wurde er Neunter. 2013 gewann er die letzte Etappe der Flèche du Sud. 2014 wurde der bei den US-Meisterschaften Neunter im Einzelzeitfahren und Fünfzehnter beim Straßenrennen. 2016 belegte er den dritten Platz in der Bergwertung bei der Kalifornien-Rundfahrt, wurde Siebter bei den US-Meisterschaften im Straßenrennen. und gewann das Rennen The Reading 120. Er konnte in diesem Jahr noch zwei nationale Rennen, das Litespeed BMW Twilight Criterium und das Fort McClellan Road Race
, gewinnen. In der Saison 2016 erreichte Clark auch seine beste Platzierung in der UCI America Tour 2016 auf Platz 78. 2017 konnte er noch das nationale Rennen Bucks County Classic gewinnen, aber ansonsten keine weiteren nennenswerten Ergebnisse erzielen. Nach der Saison 2017 beendete er seine Radsportkarriere.

## Erfolge
2012
- eine Etappe Tour of China II

2013
- eine Etappe Flèche du Sud

2016
- The Reading 120